# کریستیان فریرا
کریستیان فریرا (انگلیسی: Cristian Ferreira؛ زادهٔ ۱۲ سپتامبر ۱۹۹۹) بازیکن فوتبال اهل آرژانتین است.
از باشگاه‌هایی که در آن بازی کرده‌است می‌توان به باشگاه فوتبال ریور پلاته اشاره کرد.
وی همچنین در تیم ملی فوتبال زیر ۲۰ سال آرژانتین بازی کرده‌است.